# جام خیریه انگلستان ۲۰۱۲
 جام خیریه انگلستان ۲۰۱۲، ۹۰امین رقابت سالانه مابین قهرمانان لیگ برتر انگلستان و جام حذفی فوتبال انگلستان است. این مسابقه در تاریخ ۱۲ آگوست ۲۰۱۲ مابین تیم‌های منچستر سیتی و چلسی در ورزشگاه ویلا پارک برگزار شده‌است. تیم منچستر سیتی در این مسابقه با نتیجه ۳ بر ۲ به پیروزی دست یافت.

## جزئیات مسابقه
| منچستر سیتی                   | ۳ – ۲ | چلسی                   |
| ----------------------------- | ----- | ---------------------- |
| توره ۵۳' · توز ۵۹' · نصری ۶۵' |       | تورس ۴۰' · برتراند ۸۰' |